# Chupilca del diablo
Según la tradición, la chupilca del diablo corresponde a una bebida, preparada a partir de la mezcla de aguardiente y pólvora negra, distribuida a los soldados chilenos durante la Guerra del Pacífico (1879-1884) y a la que se le atribuyeron poderes mágicos que hacían que el soldado entrara en un trance, alcanzando fuerzas sobrehumanas. Su nombre proviene de la similitud entre los ingredientes utilizados para la preparación de este brebaje y la chupilca, que es la mezcla de chicha y harina tostada.

## Historia
Se cuenta que el Asalto y Toma del Morro de Arica, que se llevó a cabo en solo 55 minutos, se debió al uso de esta bebida. La chupilca del diablo es nombrada por el escritor Jorge Inostroza Cuevas en su novela épica Adiós al Séptimo de Línea, donde se cuenta que los soldados peruanos llamaban «los endiablados» a los soldados chilenos por el estado de euforia y excitación que esta bebida les provocaba.
Pese a lo anterior, actualmente se asegura que esta bebida sólo es un mito, que podría basarse en la afición de los soldados por el aguardiente, bajo cuyos efectos se aumentaba la agresividad y la temeridad, que facilitarían los excesos durante y después de una batalla. También existe la posibilidad de que se trate de la descomposición del aguardiente, lo que podría causar que los hongos producidos tuviesen propiedades alucinógenas. Esto es factible ya que los berserkers nórdicos entraban en trance de la misma forma.
Algunos soldados han terminado intoxicados, o incluso muertos, al probar esta bebida puesto que la pólvora negra es tóxica —más aún la actual nitrocelulosa/pólvora sin humo—.